# Impexmetal
Impexmetal Spółka Akcyjna – polskie przedsiębiorstwo przemysłu metalowego, działające głównie na rynku metali kolorowych oraz stali, w sektorze półfabrykatów metalowych oraz łożysk.

## Historia
„Impexmetal” został założony w 1951 jako państwowa centrala handlu zagranicznego, która prowadziła handel metalami nieżelaznymi. Jest to pierwsze polskie przedsiębiorstwo, które przeprowadzało transakcje na Londyńskiej Giełdzie Metali (od połowy lat 70. XX w.). Pod koniec lat 80 XX w. przedsiębiorstwo poszerzyło działalność o produkty stalowe.
W roku 1995 w ramach komercjalizacji zmieniono formę prawną przedsiębiorstwa na jednoosobową spółkę Skarbu Państwa, co wiązało się ze zmianą nazwy na Impexmetal SA. Rozpoczęło to także proces prywatyzacji. Kolejnym etapem tego procesu było wprowadzenie do obrotu akcji spółki na Giełdę Papierów Wartościowych w Warszawie, co nastąpiło 24 czerwca 1997. W chwili obecnej akcje spółki notowane są w ramach indeksu WIG i sWIG80 (skrót nazwy spółki: IPX). Zakończeniem procesu prywatyzacyjnego było sprzedanie przez skarb państwa ponad 30% akcji Impexmetalu przedsiębiorstwu Boryszew SA w styczniu 2005. W 2017 roku Boryszew posiadał ponad 60% akcji Impexmetalu, kilkanaście procent kontroluje także główny akcjonariusz Boryszewa, Roman Karkosik.
Przedsiębiorstwo prowadzi działalność na wszystkich kontynentach, utrzymując kontakty handlowe z około 270 partnerami zagranicznymi, jak również z około 1120 firmami polskimi. IMPEXMETAL SA prowadzi działalność handlową na rynkach zagranicznych poprzez zorganizowaną sieć agentów oraz spółki handlowe. Główna siedziba spółki zlokalizowana jest w Warszawie, przy ulicy Łuckiej nr 7/9.

## Grupa Impexmetal
IMPEXMETAL SA jest właścicielem lub głównym udziałowcem w 28 spółkach, w tym 5 zakładów produkcyjnych. W 2011 roku Grupa Kapitałowa Impexmetal zatrudniała prawie 2000 pracowników, m.in. Huta Aluminium Konin w Koninie, Hutmen SA, Baterpol SA, ZM Silesia SA.